# Bismut-Strontium-Calcium-Kupferoxid

BSCCO

BSCCO (auch BiSCCO) ist ein Akronym für Bismut-Strontium-Calcium-Kupferoxid (engl. -Copperoxide). Es geht dabei um mehrere Hochtemperatursupraleiter, da es sich um die homologe Reihe Bi2Sr2CanCun+1O2n+6 handelt, deren Glieder sich im Wesentlichen in der Anzahl der CuO-Ebenen in der Elementarzelle unterscheiden.

## Eigenschaften
BSCCO ist ein keramikartiges Material, jedoch mit metallischen Eigenschaften, das den Arbeiten an der Supraleitung weltweit neuen Schub gegeben hat, da es bereits bei Temperaturen oberhalb vom Siedepunkt von Flüssigstickstoff (77 K bzw. −196,15 °C) supraleitend ist. Flüssiger Stickstoff ist etwa 10–20 mal billiger als flüssiges Helium, erfordert weniger Aufwand bei den Isoliergefäßen und ist weltweit verfügbar.

## Anwendung

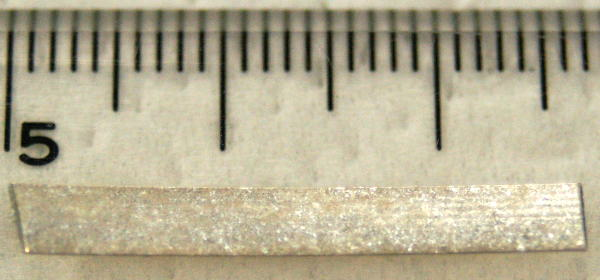
Ein mit Bi2223 hergestellter Bandleiter

Technisch interessant sind Bi2212 (Bi2Sr2CaCu2O8) mit einer Sprungtemperatur von bis zu 92 K und Bi2223 (Bi2Sr2Ca2Cu3O10) mit 110 K. Aus ihnen werden Bandleiter nach dem PIT-Verfahren (Powder In Tube) hergestellt. Hierbei wird BSCCO-Pulver in Silber-Rohre gefüllt und diese werden dann zu Drähten gezogen oder dünnen Bändern ausgewalzt. Es entstehen Leiter mit einem einzigen supraleitenden Kern. Bei einem weiteren Verfahren werden in das Silberrohr vorher mehrere solcherart vorgefertigte Drähte eingelegt; es entsteht ein Leiter mit vielen supraleitenden Filamenten.
Da die Stromtragfähigkeit solcher Leiter bei magnetischen Flussdichten von einigen Tesla endet, wird zurzeit weltweit an Bandleitern der zweiten Generation aus YBCO geforscht.